# LG G Pad 8.3
G Pad 8.3是LG電子生产和销售的一款8.3英寸Android系統平板電腦。 該產品隸屬於LG G系列。
該平板電腦于2013年9月4日发布，并于2013年11月上市。2013年12月10日，搭载原生Android KitKat的G Pad 8.3登陸Google Play Store。
2015年4月，Google play版的G Pad 8.3更新至Android Lollipop。